# 大谷羊太郎
大谷 羊太郎（おおたに ようたろう、1931年2月16日 - 2022年2月28日）は、日本の小説家、推理作家。本名、大谷一夫。

## 来歴・人物
大阪府東大阪市にて出生、埼玉県浦和市（現：さいたま市浦和区）出身。埼玉県立浦和高等学校卒、慶應義塾大学国文科中退。
小説家に憧れていた母親によって、子供のころから新聞小説を読まされていたが、当初は小説家になる気は起きなかったという。大学時代は純文学に傾倒。終戦後、アメリカ音楽に心酔し、スチールギターを弾くようになる。父の破産後はバンドマンとなり、芸能界入り。大学在学中にプロミュージシャンとしてデビュー。後、「秀和プランニング」で克美しげるのマネージャーを務めた。
だが、「浮草稼業」から脱却するために小説を書き始めて江戸川乱歩賞に応募するようになる。1966年（昭和41年）、『四つのギター』が第12回江戸川乱歩賞候補（本名で投稿）。1968年（昭和43年）、第15回乱歩賞候補の『死を運ぶギター』（『美談の報酬』改題）でデビュー。翌年には『虚妄の残影』で再び乱歩賞候補。1970年（昭和45年）、『殺意の演奏』で第16回乱歩賞を受賞。
社会派ミステリーが全盛で、トリック主体のものが冷遇されていた中で、森村誠一、斎藤栄らとともに謎解き中心の作品群を発表した。その後、サスペンスに転じ、近年は主に旅情ミステリーものを書いた。
芸能界での生活を活かし、芸能界を舞台とした密室もので広く読者を獲得。八木沢警部補という名探偵を創り出した。共同覆面作家・鷹見緋沙子の一員（ほかは草野唯雄、天藤真）。代表作に、『真夜中の殺意』『悪人は三度死ぬ』など。
さいたま文藝家協会賞選考委員を務めた。また、さいたま市スポーツ文学賞（旧「浦和スポーツ文学賞」）では1994年（平成6年）の賞創設当時から選考委員を続けていた。
2022年（令和4年）2月28日、肺炎のため死去。91歳没。

## 著書
- 『殺意の演奏』（1970年 講談社 / 1973年 講談社 ロマン・ブックス / 1975年 講談社文庫）
- 『虹色の陥穽』（1971年 講談社 / 1975年 講談社 ロマン・ブックス / 1978年 講談社文庫）
- 『死を運ぶギター』（1972年 青樹社 / 1977年 廣済堂ブルーブックス）
  - 【改題】『死を奏でるギター』（1986年 新潮文庫）
- 『モーニングショー殺人事件』（1972年 サンケイノベルス / 1977年 廣済堂ブルーブックス）
- 『旋律の証言』（1972年 講談社 / 1983年 集英社文庫）
- 『虚妄の残影』（1972年 毎日新聞社 / 1981年 徳間文庫）
- 『死の部屋でギターが鳴った』（1973年 弘済出版社 / 1982年 徳間文庫）
- 『殺人変奏曲』（1973年 光文社 カッパ・ノベルス / 1985年 光文社文庫）
- 『殺人航路』（1973年 サンケイノベルス / 1979年 講談社文庫）
- 『ひかり号で消えた』（1973年 青樹社）
- 『スキャンダル殺人事件』（1974 桃園書房）
- 『殺人予告状』（1975年 青樹社 1985年 徳間文庫）
- 『御神火殺人事件』（1975年 ベストブック社 Big bird novels）
- 『深夜の訪問者』（1975年 光文社 カッパ・ノベルス / 1986年 光文社文庫）
- 『予告自殺』（1976年 ベストブック社 Big bird novels）
- 『華麗なる惨劇』（1977年 集英社 1984年 集英社文庫）
- 『花園の捜索者』（1977年 集英社）
- 『盗まれた完全犯罪』（1977年 講談社 / 1984年 講談社文庫）
- 『偽装他殺』（1978年 トクマ・ノベルズ）
- 『青春の仮免許』（1979年 祥伝社 ノン・ノベル）
  - 【改題】『5秒間の空白』（1987年 祥伝社 ノン・ポシェット）
- 『複合誘拐』（1980年 光文社 カッパ・ノベルス / 1986年 光文社文庫）
- 『青春の免許証』（1980年 祥伝社 ノン・ノベル）
- 『コンサート殺人事件』（1981年 トクマ・ノベルズ）
- 『悪の協奏曲』（1981年 講談社）
- 『二千万人が見ていた もう一つの密室殺人事件』（1982年 祥伝社 ノン・ノベル）
  - 【改題】『120秒の死角』（1987年 祥伝社 ノン・ポシェット）
- 『三角形殺人事件』（1982年 トクマ・ノベルズ）
- 『ダブル・フェイス』（1984年 光文社文庫）
- 『早坂家の崩壊』（1984年 講談社ノベルス）
- 『偽装スキャンダル』（1985年 講談社ノベルス）
- 『真夜中の殺意』（1985年 新潮文庫）
- 『セクシー・ギャル殺人事件 犯人当てミステリー』（1985年 サンケイノベルス） - 共著：山村正夫
- 『玉虫色の殺意』（1986年 フタバノベルス / 1988年 双葉文庫）
- 『狙われた夜警たち』（1986年 桃園文庫）
- 『殺意の集う夜』（1987年 光文社文庫）
- 『悪人は三度死ぬ』（1987年 光文社 カッパ・ノベルス 1990年 光文社文庫）
- 『スタジオの怪事件』（1988年 徳間文庫）
- 『連鎖殺人0秒の暗合』（1988年 トクマ・ノベルズ）
- 『殺意の誘い』（1988年 光文社文庫）
- 『その夜の三人 鏡文字9の謎』（1988年 祥伝社 ノン・ポシェット）
- 『邪魔な男』（1988年 光文社文庫）
- 『大密室殺人事件』（1989年 光文社 カッパ・ノベルス / 1992年 光文社文庫）
- 『生れ変った男』（1989年 光文社文庫）
- 『目撃者は二人いた』（1989年 扶桑社）
- 『「幻の女」殺人事件』（1989年 トクマ・ノベルズ）
- 『見えない探偵』（1989年 廣済堂ブルーブックス）
- 『真面目すぎた男』（1989年 光文社文庫）
- 『伊豆-猪苗代W殺人』（1989年 大陸書房 / 1992年 大陸文庫）
- 『殺人の二重罠』（1989年 立風書房 Rippu novels）
- 『北の聖夜殺人事件』（1989年 大陸書房
- 『越後七浦殺人海岸』（1990年 光文社 カッパ・ノベルス / 1993年 光文社文庫）
- 『悲鳴』（1990年 光文社文庫）
- 『完全密室殺人事件』（1990年 大陸書房）
- 『尾瀬草紅葉殺人事件』（1990年 中央公論社 C★NOVELS）
- 『濡衣を着る男』（1990年 光文社文庫）
- 『脅迫状はレモンの香り』（1990年 トクマ・ノベルズ）
- 『西麻布紅の殺人』（1990年 光文社 カッパ・ノベルス / 1994年 光文社文庫）
- 『伊豆高原殺人事件』（1990年 大陸書房）
- 『死者の誘拐』（1991年 大陸書房）
- 『東京青森夜行高速バス殺人事件 札幌大通公園80秒の謎』（1991年 光文社 カッパ・ノベルス）
- 『年齢差殺人事件』（1991年 光文社文庫）
- 『「秩父山景」三層の死角』（1991年 フタバノベルス / 1993年 双葉文庫）
- 『やまびこ129号逆転の不在証明』（1991年 立風書房 Rippu novels）
- 『鳥羽・葛西水族館殺人事件』（1991年 中央公論社 C★NOVELS）
- 『ラベンダーの殺意』（1991年 大陸書房）
- 『瀬田の唐橋殺人事件』（1992年 フタバノベルス / 1994年 双葉文庫）
- 『横浜・佐世保港灯り殺人事件』（1992年 中央公論社 C★NOVELS）
- 『恋愛迷宮殺人事件』（1992年 トクマ・ノベルズ）
- 『午前三時の殺人者』（1992年 廣済堂ブルーブックス ）
- 『神戸異人館恋の殺人』（1992年 中央公論社 C★NOVELS）
- 『奥州平泉殺人事件』(1992年 フタバノベルス / 1995年 双葉文庫）
- 『泥棒貴族裏金を狙え』（1993年 立風書房 Rippu novels）
- 『花文字の憎悪』（1993年 祥伝社 ノン・ノベル）
- 『悪の相続人』（1993年 カドカワノベルズ）
- 『狙われた女』（1993年 廣済堂ブルーブックス）
- 『宮崎竜宮伝説の殺人』（1993年 フタバノベルス）
- 『幽霊殺人事件』（1994年 日本文芸社 日文ノベルス）
- 『二重アリバイ三重奏』（1994年 光文社文庫）
- 『失踪殺人事件』（1994年 日本文芸社 日文ノベルス）
- 『佐渡金山死文字の謎』（1995年 フタバノベルス）
- 『六十歳革命』（1995年 光文社文庫）
  - 【改題】『生涯現役のすすめ 年齢を超える活力的生き方論』（2000年 双葉社 ふたばらいふ新書）
- 『大いなる錯覚殺人事件』（1996年 日本文芸社 日文ノベルス）
- 『伊豆修善寺魔王の謎』（1996年 フタバノベルス）
- 『年齢とともに幸せになる生き方 人生は右肩あがりで行こう』（1997年 PHP研究所）
- 『姫路・龍野殺意の詩』（1997年 フタバノベルス / 1999年 双葉文庫）
- 『殺人予告状は三度くる』（1997年 光文社文庫）
- 『浅間嬬恋殺人迷路』（1997年 青樹社 BIG BOOKS）
- 『成功術殺人事件』（1998年 双葉社）
- 『完全犯罪学講義』（1998年 青樹社 BIG BOOKS）
- 『信州安曇野殺意の絆』（1998年 フタバノベルス / 2001年 双葉文庫）
- 『牡丹灯籠殺人事件』（1998年 ケイブンシャ文庫）
- 『関越自動車道殺意の逆転』（1999年 青樹社 BIG BOOKS）
- 『奈良・斑鳩の里殺意の径』（1999年 フタバノベルス / 2001年 双葉文庫）
- 『大谷羊太郎集 げんだいミステリーワールド 2』（1999年 リブリオ出版）
- 『加賀金沢殺意の刻』（1999年 フタバノベルス / 2002年 双葉文庫）
- 『安芸の宮島殺意の杜』（2000年 フタバノベルス 2003年 双葉文庫）
- 『奥琵琶湖羽衣殺人事件』（2000年 フタバノベルス）
- 『東伊豆殺人事件』（2000年 ハルキ文庫）
- 『京都三年坂殺人事件』（2001年 フタバノベルス）
- 『伊勢・鳥羽殺人事件』（2001年 フタバノベルス）
- 『信州千曲川殺意の旅情』（2002年 フタバノベルス）
- 『南軽井沢殺意の館』（2002年 双葉文庫）
- 『尾州白帝城殺意の旅情』（2002年 フタバノベルス）
- 『伊豆恋人岬殺意の砂』（2002年 フタバノベルス）
- 『信濃黒姫殺人事件』（2003年 コスミック出版 コスモノベルス）
- 『瀬戸尾道殺意の迷路』（2003年 フタバノベルス）
- 『京都橋姫殺人事件』（2003年 コスミック出版 コスモノベルス）
- 『信州諏訪湖殺人事件』（2003年 コスミック出版 コスミック・ミステリー文庫）
- 『三河伊良湖殺意の岬』（2004年 フタバノベルス）
- 『甲府昇仙峡殺人事件』（2004年 実業之日本社 ジョイ・ノベルス）
- 『信州高遠殺人事件』（2004年 実業之日本社 ジョイ・ノベルス）
- 『奥久慈・愛と殺意の滝』（2005年 実業之日本社 ジョイ・ノベルス）
- 『下関仙崎・愛と殺意の港』（2005年 実業之日本社 ジョイ・ノベルス）
- 『月夜野殺人事件』（2006年 実業之日本社 ジョイ・ノベルス）
- 『浜名湖オルゴール殺人事件』（2006年 実業之日本社 ジョイ・ノベルス）
- 『杜の都マジック殺人事件』（2007年 実業之日本社 ジョイ・ノベルス）
- 『名古屋ベネチアングラス殺人事件』（2007年 実業之日本社 ジョイ・ノベルス）
- 『出雲松江白兎神話殺人事件』（2007年 実業之日本社 ジョイ・ノベルス）
- 『神戸ステンドグラス殺人事件』（2007年 実業之日本社 ジョイ・ノベルス）
- 『岡山桃太郎伝説殺人事件』（2008年 実業之日本社 ジョイ・ノベルス）
- 『三保の松原天女伝説殺人事件』（2008年 実業之日本社 ジョイ・ノベルス）
- 「紫同心江戸秘帖」シリーズ
  - 『紫同心江戸秘帖 吉原哀切の剣』（2009年12月 静山社文庫）
  - 『紫同心江戸秘帖 浅草無人寺の罠』（2010年2月 静山社文庫）
  - 『紫同心江戸秘帖 両国秘仏開眼』（2010年4月 静山社文庫）
  - 『紫同心江戸秘帖 姿見橋魔の女』（2010年7月 静山社文庫）
  - 『紫同心江戸秘帖 庚申信仰密事』（2010年9月 静山社文庫）
  - 『紫同心江戸秘帖 深川女狐妖艶』（2011年1月 静山社文庫）
- 「変化侍柳之介」シリーズ
  - 『奇策 神隠し 変化侍柳之介1』 （2010年10月 二見時代小説文庫）
  - 『御用飛脚 変化侍柳之介2』（2011年7月 二見時代小説文庫）
- 「火盗改特命同心」シリーズ、
  - 『火盗改特命同心 一網打尽』（2011年5月 静山社文庫）
  - 『火盗改特命同心 怪盗仁義』（2011年10月 静山社文庫）
- 「天狗剣ご隠居捕物帖」シリーズ
  - 『天狗剣ご隠居捕物帖 花道』（2012年1月 学研M文庫）
  - 『狗剣ご隠居捕物帖 千里眼』2012.年5月 学研M文庫）
- 「隠密美剣士坂神姫治郎」シリーズ
  - 『隠密美剣士坂神姫治郎』（2012年6月 KKベストセラーズ ベスト時代文庫）
  - 『踊る埋蔵金 隠密美剣士坂神姫治郎』（2013年1月 KKベストセラーズ ベスト時代文庫）

### 村崎れいと名義
- 「壮志郎青春譜 陰御用江戸日記」シリーズ
  - 『壮志郎青春譜 陰御用江戸日記 1 孤秋の刺客 』（2014年12月 双葉文庫）
  - 『壮志郎青春譜 陰御用江戸日記 2 笑う蔵王権現』（2015年2月 双葉文庫）
  - 『壮志郎青春譜 陰御用江戸日記 3 仇討秘録』（2015年11月 双葉文庫）

## メディア・ミックス

### テレビドラマ
テレビ朝日系
- 土曜ワイド劇場「大密室殺人事件」（主演：植木等）
  - 第1作・大密室殺人事件（1991年1月26日、原作：大密室殺人事件）
  - 第2作・越後七浦殺人海岸（1991年9月14日、原作：越後七浦殺人海岸）
  - 第3作・大密室殺人事件（1992年4月11日、原作：鳥羽・葛西水族館殺人事件）
  - 第4作・神戸異人館殺人事件（1993年5月22日、原作：神戸異人館恋の殺人）

- 土曜ワイド劇場「殺人スタント」（2004年7月17日 - 2006年7月15日、全2回、主演：三田村邦彦、原作：完全犯罪学講義）